# موش کوهستان (انیمیشن)
موش کوهستان و با نام اصلی داستان‌های جنگل سبز (به ژاپنی: 山ねずみ ロッキーチャック؛ به انگلیسی: Fables of the Green Forest)  یک مجموعه تلویزیونی انیمه ۵۲ قسمتی است که توسط استودیو زوئیو ایزو ساخته شده است. پخش آن از ۷ ژانویه ۱۹۷۳ در کانال فوجی تلویژن آغاز شده و در ۳۰ دسامبر ۱۹۷۳ پایان یافته است.

## خلاصه داستان
داستان پیرامون زندگی مسالمت‌آمیز گروهی از حیوانات ساکن در جنگلی به نام «جنگل سبز» است. آنها سعی می‌کنند با داشتن اتحاد و حفظ رابطهٔ دوستانه با هم، خود را از خطرات ناشی از حضور حیوانات شکارچی و انسان‌ها دور نگه دارند. این حیوانات برای زنده ماندن، یافتن غذا و پیدا کردن سرپناه، گاه با حیوانات جدید و ناشناس نیز مواجه می‌شوند و در این میان، بنا به خصوصیات و شیوهٔ برخورد هر کدام از این حیوان‌ها (تشخیص دوست یا دشمن بودن آن‌ها)، بر حسب شرایط، واکنش‌های مختلف از خود نشان می‌دهند.

## صداپیشگان دوبله به فارسی
این انیمیشن در دههٔ ۱۳۶۰ به مدیریت دوبلاژ مهدی علی‌محمدی دوبله شد و صداپیشگان آن، هنرمندان زیر بودند:
- ناهید امیریان شمس‌آبادی / مریم شیرزاد: موشی (موش قرمزی)
- نوشابه امیری: میشی (موش زرد)
- فریبا شاهین‌مقدم: خرگوش
- مهدی آژیر/ محمد عبادی: روباه
- علیرضا بدرطالعی: کاکلی
- آذر دانشی: مادربزرگ روباه + راوی
- پرویز نارنجی‌ها: عمو عینکی